# Slavonické rybníky
Slavonické rybníky este o arie protejată (sit de importanță comunitară — SCI) din Republica Cehă întinsă pe o suprafață de 9,96 ha, integral pe uscat.

## Localizare
Centrul sitului Slavonické rybníky este situat la coordonatele 49°00′47″N 15°18′28″E / 49.013056°N 15.307778°E.

## Înființare
Situl Slavonické rybníky a fost declarat sit de importanță comunitară în mai 2016 pentru a proteja 1 specie de animale.

## Biodiversitate
Situată în ecoregiunea continentală, aria protejată nu include niciun habitat protejat.
La baza desemnării sitului se află o specie protejată de  nevertebrate: libelule (Leucorrhinia pectoralis).